# Lažišťka
Lažišťka (v letech 1921–1990 Lažíšťka) je malá vesnice a část obce Nebahovy v okrese Prachatice v Jihočeském kraji. Nachází se asi 1,5 kilometru jihovýchodně od Nebahov. Lažišťka je také název katastrálního území o rozloze 1,49 km².

## Historie
První písemná zmínka o vesnici pochází z roku 1317.

## Přírodní poměry
Vesnice leží v Šumavském podhůří. Východní částí jejího katastrálního území protéká Zlatý potok, jehož údolní niva je chráněna v přírodní památce Zlatý potok v Pošumaví.

## Obyvatelstvo
| Rok            | 1869 | 1880 | 1890 | 1900 | 1910 | 1921 | 1930 | 1950 | 1961 | 1970 | 1980 | 1991 | 2001 | 2011 | 2021 |
| -------------- | ---- | ---- | ---- | ---- | ---- | ---- | ---- | ---- | ---- | ---- | ---- | ---- | ---- | ---- | ---- |
| Počet obyvatel | 145  | 135  | 113  | 87   | 83   | 99   | 93   | 65   | 56   | 33   | 18   | 14   | 17   | 17   | 26   |
| Počet domů     | 27   | 28   | 28   | 24   | 23   | 23   | 19   | 18   | 18   | 11   | 7    | 9    | 17   | 18   | 18   |

## Obecní správa
Při sčítání lidu v letech 1850–1879 Lažišťka byla osadou obce Nebahovy v okrese Prachatice. V letech 1880–1959 byla osadou obce Jelemek v okrese Prachatice. Od roku 1960 je opět částí obce Nebahovy v okrese Prachatice.